# Sévérac-le-Château
Sévérac-le-Château è un comune francese soppresso e comune delegato del dipartimento dell'Aveyron della regione dell'Occitania. Dal 1º gennaio 2016 si è fuso con i comuni di Buzeins, Lapanouse, Lavernhe, e Recoules-Prévinquières per formare il nuovo comune di Sévérac-d'Aveyron.

## Società

### Evoluzione demografica
Abitanti censiti